# Markie Post
Marjorie Armstrong 'Markie' Post (Palo Alto, 4 november 1950 - Los Angeles, 7 augustus 2021) was een Amerikaans actrice en filmproducente. 

## Biografie
Post werd geboren in Palo Alto als dochter van een wetenschapper en een dichteres in een gezin van drie kinderen. Zij groeide op in Stanford en Walnut Creek, hier doorliep zij de Las Lomas High School waar zij actief was als cheerleader. Na high school studeerde zij verder aan het Lewis & Clark College in Portland en studeerde voor een korte tijd aan de Pomona College in Claremont. Zij keerde weer terug naar het Lewis & Clark College om daar haar bachelor of arts te halen. 
Post begon in 1978 met acteren in de film Frankie and Annette: The Second Time Around, waarna zij nog meerdere rollen speelde in films en televisieseries. Zij is vooral bekend van haar rol als Terri Michaels in de televisieserie The Fall Guy waar zij in 64 afleveringen speelde (1982-1985) en van haar rol als Christine Sullivan in de televisieserie Night Court waar zij in 159 afleveringen speelde (1984-1992). 
Post trouwde in 1982 met acteur, regisseur en scenarioschrijver Michael Ross met wie zij twee kinderen kreeg. Ze overleed in Los Angeles op 7 augustus 2021 op 70-jarige leeftijd.

## Filmografie

### Films
- 2019 Christmas Reservations - als Tay Griffin
- 2017 Four Christmases and a Wedding - als Anna
- 2017 Camp Cool Kids - als Euginia
- 2017 Sweet Sweet Summertime - als Lila Burns
- 2017 The Joneses Unplugged - als Tawney
- 2015 Rack and Ruin TV Pilot - als Betsy
- 2015 Rack and Ruin Web Series - als Betsy
- 2014 Muffin Top: A Love Story - als Linda
- 2013 Christmas on the Bayou - als Lilly
- 2010 Backyard Wedding - als tante Addie
- 2007 Holiday in Handcuffs - als moeder Chandler
- 2001 Till Dad Do Us Part - als Virginia Corbett
- 1998 There's Something About Mary - als moeder van Mary
- 1998 I've Been Waiting for You - als Rosemary Zoltanne
- 1997 Survival on the Mountain - als Amy Hoffman
- 1997 Dog's Best Friend - als paard (stem)
- 1996 Chasing the Dragon - als Gwen Kessler
- 1995 Visitors of the Night - als Judith English
- 1994 Someone She Knows - als Laurie Philips
- 1993 Beyond Suspicion - als Joyce
- 1991 Stranger at My Door - als Sharon Dancey
- 1988 Tricks of the Trade - als Marla
- 1988 Glitz - als Linda Moon
- 1986 Triplecross - als Delia Langtree
- 1983 Six Pack - als Sally Leadbetter
- 1982 Not Just Another Affair - als Jan Thacker
- 1982 Massarati and the Brain - als Julie Ramsdell
- 1981 Gangster Wars - als Chris Brennan
- 1981 The Gangster Chronicles - als Chris Brennan
- 1978 Frankie and Annette: The Second Time Around - als ??

### Televisieseries
Uitgezonderd eenmalige gastrollen.
- 2018-2019 The Kids Are Alright - als Helen Portollo - 4 afl.
- 2014-2017 Chicago P.D. - als Barbara 'Bunny' Fletcher - 18 afl.
- 2014 Rack and Ruin - als Betsy - 5 afl.
- 2010-2013 Transformers Prime - als June Darby - 15 afl.
- 2002-2006 Scrubs - als Lily Reid - 3 afl.
- 1999-2000 Odd Man Out - als Julia Whitney - 13 afl.
- 1992-1995 Hearts Afire - als Georgie Anne Lahti Hartman - 54 afl.
- 1984-1992 Night Court - als Christine Sullivan - 159 afl.
- 1982-1985 The Fall Guy - als Terri Michaels - 64 afl.
- 1980 Semi-Tough - als Barbara Jane Bookman - 4 afl.
- 1979 Buck Rogers - als Joella Cameron - 2 afl.

### Filmproducente
- 1993 Presidential Inaugural Celebration for Children - film
- 1976-1977 Double Dare - televisieserie - 30 afl.

- Bibsys: 1533887385828
- Biblioteca Nacional de España: XX1743330
- Bibliothèque nationale de France: cb14217125k (data)
- Gemeinsame Normdatei: 1229669728
- International Standard Name Identifier: 0000 0000 8101 5335
- Library of Congress Control Number: no2010172271
- Nationale bibliotheek van Australië: 40885566
- Virtual International Authority File: 22353284
- WorldCat: E39PBJcKHPqQGfWR3T3RvCRxjC